# 王初伊
王初伊（1990年10月14日—），原名玲玉，出生于湖北武汉，中国女演员。

## 演艺经历
2014年，出演喜剧迷你剧《报告老板之豪言壮旅》。
2015年2月5日，出演叫兽易小星导演的《万万没想到：千钧一发》喜剧微电影。11月，出演由马诗歌执导的民国奇闻喜剧《大侠黄飞鸿》。11月27日，主演喜剧《奇妙的东方》。
2016年，主演爱情喜剧电影《进击吧单身狗》。
2017年11月1日，参演青春励志言情剧《路从今夜白之遇见青春》。
2018年11月23日，主演的悬疑网络电影《天方异谈》在芒果TV上线。
2019年6月6日，主演校园青春电影《最好的我们》。
2020年8月16日，主演奇幻动作爱情电影《妖怪名单之苏九儿》。11月26日，主演的东方惊悚爱情电影《修罗新娘》在爱奇艺播出。在片中饰演上阳郡主王萱。
2022年，参演由张之微执导的电视剧《海神殿下超宠我》；6月7日，主演奇幻甜宠网剧《原来是丘比特呀》。
2023年5月20日，出演都市情感剧《恋人的谎言》。